# Матавуль, Симо

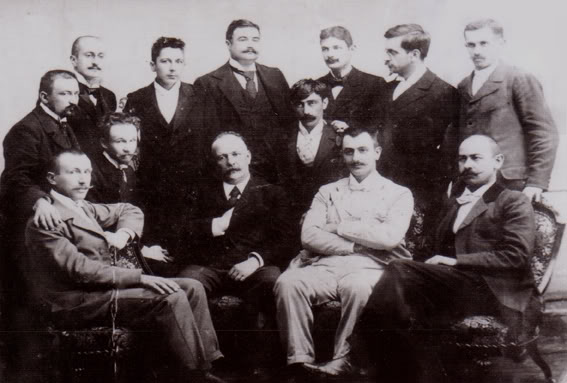
С. Матавуль (второй слева в нижнем ряду) в кругу сербских литераторов

Симеон «Симо» Матавуль (серб. Симо Матавуљ; 12 сентября 1852 г., Шибеник — 20 февраля 1908 г., Белград) — сербский писатель-реалист, классик сербской литературы, автор очерков, многочисленных рассказов и романов социальной и антиклерикальной направленности, переводчик. Один из основателей (1905 г.) и первый председатель Сербского литературного общества (ныне Союз писателей Сербии).

## Сочинения
- «Ускок» (Ускок), роман, 1892, первая редакция — 1885, под названием «Ускок Янко»
- «Из Черногории и Поморья» (Из Црне Горе и Приморја), сборник рассказов, 1888—89
- «Из приморской жизни» (Из приморског живота), сборник рассказов, 1890
- «Из белградской жизни» (Из београдског живота), сборник рассказов, 1891
- «Баконя фра Брне» (Бакоња фра Брне), роман, 1892, первая редакция — 1888
- «Из разных краев» (Из разнијех крајева), сборник рассказов, 1893

## Переводы
- Ги де Мопассан, «На воде», 1893
- Чарлз Диккенс, «Холодный дом», 1893.
- Эмиль Золя, «Мечта»
- Мольер, «Мещанин во дворянстве» и «Мизантроп»
- Фома Кемпийский, «О подражании Христу»

## Русские издания
- Латинчева женитьба (Како се Латинче оженио) / Пер. с серб. Сергея Шарапова. — М.:тип. А. Г. Кольчугина, 1893 (Восточные цветы : Избранные произведения слав., мадьяр., фин., румын. и греч. писателей в рус. пер. / Под ред. Сергея Шарапова. Сербы; № 3)
- Славянские рассказы / Ярослав Врхлицкий, Милован Глишич, Сима Матавули, Лаза Лазаревич; Пер. Р. Маркович. — Санкт-Петербург:Хронос, 1912 (Библиотечка издательства «Хронос» № 56).
- Матавуль С. Баконя фра Брне. Рассказы. — М.:Художественная литература, 1960
- Матавуль С. Последние рыцари. Избранная проза. — М.:Художественная литература, 1972
- Матавуль С. Баконя фра Брне. Чипико И. Пауки. Станкович Б. Дурная кровь. — М.:Художественная литература, 1990, ISBN 5-280-01176-2